# Полімерні гроші

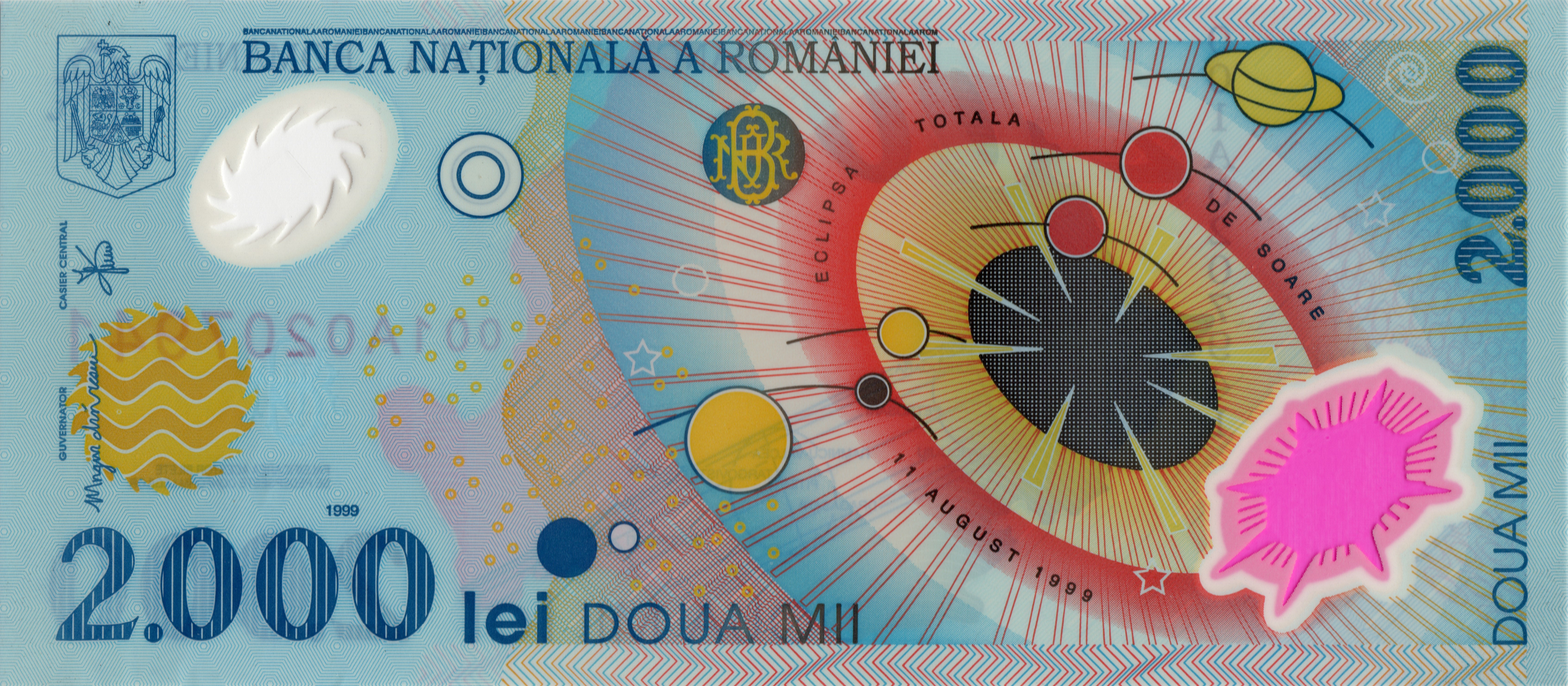
Полімерна банкнота: 2000 румунських леїв

Полімерні гроші (також Пластикові гроші) чи Полімерні банкноти — це банкноти, виготовлені з синтетичного полімеру, такого як двовісно орієнтований поліпропілен. Такі банкноти мають багато елементів захисту, недоступних для паперових банкнот, включаючи використання метамерних фарб. Полімерні банкноти служать значно довше, ніж паперові, що призводить до зменшення впливу на навколишнє середовище та зниження витрат на виробництво та заміну. Сучасні полімерні банкноти були вперше розроблені Резервним банком Австралії, Організацією наукових та промислових досліджень Співдружності (CSIRO) та Мельбурнським університетом. Уперше вони були випущені як валюта в Австралії 1988 року (що збіглося з двохсотлітнім ювілеєм Австралії); до 1996 року австралійський долар був повністю переведений на полімерні банкноти. Румунія першою в Європі випустила пластикову банкноту в 1999 році і стала третьою країною після Австралії та Нової Зеландії, яка повністю перейшла на полімерні банкноти до 2003 року. 
До інших валют, які повністю перейшли на полімерні банкноти, відносяться в'єтнамський донг (2006 р.), хоча це стосується лише банкнот номіналом понад 10 000 донгів, брунейський долар (2006 р.), нігерійська наїра (2007 р.), папуаська кіна (2008 р.) канадський долар (2013), мальдівська руфія (2017), мавританська угія (2017), нікарагуанська кордоба (2017), вануатський вату (2017), східнокарибський долар (2019) та фунт стерлінгів (2021). Низка країн уже ввели полімерні банкноти в пам'ятний або загальний обіг, зокрема: Нігерія, Кабо-Верде, Чилі, Гамбія, Тринідад і Тобаго, В'єтнам, Мексика, Сінгапур, Малайзія, Ботсвана, Сан-Томе і Принсіпі, Північна Македонія, Російська Федерація, Соломонові острови, Самоа, Марокко, Албанія, Шрі-Ланка, Гонконг, Ізраїль, Китай, Тайвань, Кувейт, Мозамбік, Саудівська Аравія, острів Мен, Гватемала, Гаїті, Лівія, Маврикій, Коста-Рика, Гондурас, Ангола, Намібія, Ліван, Філіппіни та Єгипет. 

## Історія
У 1980-х роках канадська інжинірингова компанія AGRA Vadeko та американська хімічна компанія US Mobil Chemical Company розробили полімерну підкладку під торговою маркою DuraNote. Вона була протестована Банком Канади у 1980-х і 1990-х роках; тестові банкноти номіналом 20 і 50 канадських доларів були продані на аукціоні в жовтні 2012 року. Він також тестувався Бюро гравіювання та друку Міністерства фінансів США у 1997 та 1998 роках, коли було надруковано та оцінено 40 000 тестових банкнот; і був оцінений центральними банками 28 країн.

## Елементи захисту
Традиційні елементи захисту паперової банкноти також можуть бути застосовані до полімерної банкноти. Серед них - інтагліо та високий друк, приховані зображення, зміна кольору залежно від нахилу банкноти, мікродрук, фонові зображення. Полімерні банкноти можуть мати різні кольори на лицьовому та зворотному боці. Як і паперові банкноти, полімерні банкноти можуть містити водяний знак. Деякі зображення можуть бути створені шляхом застосування оптично-змінної фарби, яка забезпечує зміну кольору залежно від кута огляду банкноти. У полімерну банкноту також можуть бути вбудовані захисні нитки, які можуть бути магнітними, флуоресцентними, фосфоресцентними, з мікродруком тощо. Як і паперові банкноти, полімерні банкноти можуть бути надруковані з тисненням та тактильними ділянками для кращої ідентифікації особами з вадами зору.
Полімерні банкноти мають дуже характерний елемент захисту, якого не було на паперових банкнотах до 2006 року: прозоре вікно. Це вікно робить їх легко ідентифікованими і, водночас, практично непідробними. 

## Прийняття
| Країна                              | Дата першого введення     | Примітки |
| ----------------------------------- | ------------------------- | --- |
| N/A                                 | початок 1980-х років      | Альтернативний полімер з поліетиленових волокон, який компанія DuPont продає як Тайвек, був розроблений для використання в якості валюти американською компанією Bank Note Company на початку 1980-х років. |
| Гаїті                               | 1982 рік                  | На Гаїті випущено банкноти номіналом 1, 2, 50, 100, 250 і 500 гурд, виготовлені Тайвеком. Ці самі номінали та банкнота номіналом 5 гурдів також були випущені на папері. |
| Коста-Ріка                          | 1983 рік                  | Коста-Ріка випустила банкноту Тайвек номіналом 20 колонів. |
| Острів Мен                          | 1983 рік                  | Острів Мен випустив банкноту в 1 фунт, цього разу під назвою Брадвек і надрукованою Бредбері Вілкінсоном . |
| N/A                                 | Кінець 1980-х             | Тайвек не показав належних результатів у випробуваннях; Повідомлялося про розмазування чорнила та крихкість, тому виробництво банкнот Тайвек було припинено. |
| Австралія                           | 1988 рік                  | Австралія представила десятидоларову купюру на честь свого 200-річчя. Це була перша в світі справжня полімерна банкнота. |
| Сінгапур                            | 1990 рік                  | Сінгапур випустив полімерну підкладку вартістю 50 сінгапурських доларів на честь 25-ї річниці незалежності. |
| Папуа-Нова Гвінея                   | 1991 рік                  | Папуа-Нова Гвінея випустила першу банкноту номіналом 2 кіни на полімерній підкладці на честь 9-х Південно-Тихоокеанських ігор, що проходили в країні. |
| Індонезія                           | 1993 рік                  | Індонезія випустила пам'ятну банкноту номіналом 50 000 рупій у зв'язку з 25-річчям розвитку країни президентом Сухарто, яка стала першою полімерною банкнотою, випущеною Банком Індонезії. |
| Бруней                              | 1996 рік                  | Бруней ввів в обіг свої перші полімерні банкноти номіналом 1, 5, 10 доларів . |
| Шрі Ланка                           | 4 лютого 1998 року        | Шрі-Ланка випустила пам'ятну банкноту номіналом 200 шрі-ланкійських рупій у зв'язку з 50-річчям незалежності, яка на сьогоднішній день є єдиною полімерною банкнотою, випущеною Центральним банком Шрі-Ланки. |
| Австралія                           | 1996 рік                  | Австралія перетворила всі свої номінали на полімерні банкноти і стала першою країною в світі, яка зробила це. |
| Таїланд                             | 18 серпня 1997 року       | Таїланд випустив першу полімерну банкноту номіналом 50 бат. 1 жовтня 2004 року він був замінений оновленим варіантом, надрукованим на папері. |
| Малайзія                            | 1998 рік                  | Малайзія випустила пам'ятну банкноту номіналом 50 малайзійських рінггітів з нагоди XVI Ігор Співдружності — першу полімерну банкноту, випущену Банком Негара Малайзія. |
| Нова Зеландія                       | Травень 1999 року         | Нова Зеландія конвертувала всі свої банкноти в полімерні. |
| Тайвань                             | Червень 1999 року         | Тайвань випустив свою першу полімерну банкноту ( 50 NT$ ) на честь 50-річчя випуску нового тайванського долара . |
| Румунія                             | Серпень 1999 року         | На честь повного сонячного затемнення 11 серпня 1999 року Національний банк Румунії вирішив випустити пам'ятну банкноту номіналом дві тисячі румунських леїв. Оскільки це було останнє затемнення в цьому тисячолітті, номіналом було обрано 2000, тобто наступний рік. Ці банкноти були випущені як законний платіжний засіб. |
| Індонезія                           | 1 листопада 1999 року     | Банк Індонезії ввів в обіг полімерну банкноту номіналом 100 000 рупій, яка стала першою банкнотою такого номіналу. |
| Бразилія                            | Квітень 2000 року         | Бразилія випустила полімерну банкноту номіналом 10 бразильських реалів як спеціальний випуск на честь 500-річчя країни. |
| Бангладеш                           | Січень 2001 року          | Бангладеш запровадила полімерну банкноту номіналом 10 така, спочатку її мали випустити до Дня Перемоги, важливого дня для бангладешців, але запізнилися. |
| Королівство Непал                   | Лютий 2002 року           | Королівство Непал запровадило пам'ятну полімерну банкноту номіналом 10 рупій з нагоди сходження короля Г'янендри на непальський престол після масового вбивства непальської королівської родини. Після падіння королівства вона застаріла і була замінена у 2008 році. |
| Мексика                             | Вересень 2002 року        | Мексика перейшла з паперових на полімерні банкноти номіналом 20 песо, а у 2020 році випустила полімерну банкноту номіналом 100 песо з вертикальним дизайном. |
| Румунія                             | 2003 рік                  | Румунія перевела всі номінали лея на полімерні, ставши першою європейською країною, яка зробила це. |
| В'єтнам                             | Грудень 2003 року         | В'єтнам прийняв полімерні банкноти номіналом 10 000, 20 000, 50 000, 100 000, 200 000 і 500 000 донгів для загального обігу. |
| Малайзія                            | Жовтень 2004 року         | Банк Негара Малайзії вводить в обіг полімерну банкноту номіналом 5 рінггітів, що має такий самий дизайн, як і паперова версія. Це була перша не пам'ятна полімерна банкнота, випущена в обіг. Полімерна та паперова версії перебували в обігу одночасно. |
| Індонезія                           | Листопад 2004 року        | Банк Індонезії замінив полімерну банкноту номіналом 100 000 рупій на паперову банкноту, дизайн якої відрізняється від полімерної версії. |
| Румунія                             | Липень 2005 року          | Румунія провела деномінацію лея, видаливши чотири нулі та випустивши серію нових номіналів у полімері. |
| Мексика                             | 2006 рік                  | Ще дві нові полімерні банкноти були випущені в 2006 році, номіналом 20 песо (новий дизайн) і 50 песо, а в 2020 році вони випустили полімерну банкноту номіналом 100 песо з вертикальним дизайном. |
| Бруней                              | 2006 рік                  | Бруней перейшов на полімерні банкноти всіх номіналів. |
| Австралія                           | 2006 рік                  | Австралійська урядова агенція CSIRO випустила неплатіжні полімерні банкноти, щоб відсвяткувати 80-ту річницю створення CSIRO. Ці банкноти були випущені та розповсюджені серед співробітників та на окремих публічних заходах. |
| В'єтнам                             | Серпень 2006 року         | В'єтнам прийняв полімерні банкноти номіналом 10 000, 20 000, 50 000, 100 000, 200 000 і 500 000 донгів для загального обігу. |
| Румунія                             | 1 грудня 2006 р           | Національний банк Румунії випустив нову купюру номіналом 200 лей . |
| Гонконг                             | 2007 рік                  | Уряд спеціального адміністративного району Гонконг вперше випустив полімерні банкноти. Банкноти номіналом 10 гонконгських доларів . |
| Нігерія                             | Лютий 2007 року           | У рамках економічних реформ Нігерії вперше була випущена купюра номіналом 20 найра на полімерній основі. |
| Гватемала                           | Серпень 2007 року         | Гватемала ввела в обіг полімерні банкноти номіналом 1 кетцаль і 5 кетцалей . |
| Нікарагуа                           | 2008 рік                  | У 2008 році Центральний банк Нікарагуа повідомив, що в обігу буде введена нова банкнота номіналом 200 кордоба. |
| Ізраїль                             | 13 квітня 2008            | Ізраїль почав випускати банкноти 20 ILS через значний знос паперових банкнот 20 ILS. Ізраїльські полімерні банкноти друкуються друкарнею Orell Füssli Security Printing з Цюріха, Швейцарія. |
| Румунія                             | 1 грудня 2008 р           | Національний банк Румунії випустив оновлену банкноту номіналом 10 леїв. |
| Нікарагуа                           | 2009 рік                  | 15 травня Нікарагуа випустила нові полімерні банкноти номіналом десять і двадцять нікарагуанських кордоб на заміну їх паперовим аналогам[53]. Після оголошення Центрального банку Нікарагуа у 2008 році про введення в обіг нової банкноти номіналом 200 кордоб, країні знадобився додатковий рік для підготовки нового набору банкнот. Нова полімерна банкнота номіналом 200 кордоб була вперше випущена першого червня 2009 року. У грудні 2009 року було випущено нову банкноту номіналом 50, а згодом - нову банкноту номіналом 500, яка вийшла в обіг 12 січня 2010 року. |
| Індія                               | Вересень 2009 року        | Резервний банк Індії оголосив, що випустить 1 мільярд банкнот номіналом 10 рупій. |
| Чилі                                | Вересень 2009 року        | Центральний банк Чилі представив нову серію чилійського песо, починаючи з переробленої банкноти номіналом 5000 песо. |
| Нігерія                             | 30 вересня 2009 р         | Три нігерійські банкноти (₦50, ₦10 і ₦5) були переведені на полімерну основу після успішного випуску банкноти номіналом 20 найр. |
| Нікарагуа                           | 12 січня 2010 року        | У Нікарагуа випустили нову банкноту номіналом 500. |
| Домініканська республіка            | Червень 2010 року         | Центральний банк Домініканської Республіки оголосив про введення в обіг нової банкноти номіналом 20 песо на полімерній основі. |
| Чилі                                | Жовтень 2010 року         | Центральний банк Чилі оголосив про введення в обіг 20 листопада 2000 песо з оновленим дизайном, як про програму зі зміни старого дизайну і підвищення їхньої захищеності. |
| Канада                              | Листопад 2011 року        | Банк Канади запровадив полімерну банкноту номіналом 100 доларів США серії Frontier, щоб модернізувати свою валюту та зменшити кількість підробок. Банкноти номіналом $50 були введені в обіг у березні 2012 року; банкнота номіналом $20 була введена в обіг 7 листопада 2012 року, а банкноти номіналом $10 і $5 були випущені 7 листопада 2013 року. |
| Гватемала                           | Листопад 2011 року        | Гватемала представила нову полімерну банкноту номіналом 5 кетцалей . |
| Малайзія                            | 16 липня 2012 р           | Банк Негара Малайзії ввів в обіг нові полімерні банкноти RM1 і RM5 як частину нової серії банкнот. |
| Фіджі                               | 12 грудня 2012            | Анонсовано серію банкнот і монет 2012 року, присвячених флорі та фауні. Банкноти вводяться в обіг 2 січня 2013 року, за винятком 5-доларової банкноти, введення якої в обіг відкладається до квітня з невідомих причин. Саме вона є єдиною полімерною з усієї серії. |
| Англія                              | 2013 рік                  | Банк Англії оголосив про прийняття полімерних банкнот. |
| Індія                               | Квітень 2013 року         | Резервний банк Індії ввів полімерні банкноти номіналом ₹ 10 на випробувальній основі в п’яти містах Індії. |
| Маврикій                            | 22 серпня 2013 р          | Банк Маврикія випустив нові полімерні банкноти номіналом 25, 50 і 500 рупій, які будуть в обігу паралельно з існуючими паперовими банкнотами тих же номіналів. Нові полімерні банкноти мають майже такий самий дизайн, як і попередні паперові банкноти, але містять численні нові елементи захисту, такі як прозорі віконця із зображенням дронта, цифри, надруковані магнітними чорнилами, які флуоресціюють під дією ультрафіолетового світла, та елементи гойдалки, надруковані райдужними чорнилами, які змінюються на інший колір, якщо їх розглядати на прозорій стороні або під нахилом. Банкноти номіналом 25 і 50 рупій друкуються компанією Oberthur Technologies на підкладці Guardian компанії Innovia Security, а банкнота номіналом 500 рупій друкується компанією De La Rue на підкладці Safeguard (колишня назва Flexycoin). |
| Ліван                               | 22 листопада 2013 р       | Банк Лівії випустив полімерну банкноту номіналом 50 000 £L на честь 70-ї річниці незалежності країни. |
| Ліван                               | 2014 рік                  | Банк Лівії випустив полімерну банкноту номіналом 50 000 £L на честь 50-річчя заснування Банку Лівії. |
| Вануату                             | 2014 рік                  | Резервний банк Вануату ввів в обіг полімерні банкноти номіналом 200, 1000 і 2000 вату . |
| Польща                              | 5 серпня 2014 р           | Національний банк Польщі випустив 50 000 полімерних банкнот номіналом 20 злотих на честь 100-річчя створення польських легіонів. |
| Гамбія                              | 20 липня 2014 р           | Центральний банк Гамбії випустив банкноту номіналом 20 даласів, надруковану на полімерній підкладці Safeguard від De La Rue. Вона присвячена «20 рокам прогресу та самодостатності», що збігається з 20-річчям перебування президента Ях'ї Джамме на посаді президента. |
| Мавританія                          | 28 листопада 2014 р       | Центральний банк Мавританії випустив банкноту номіналом 1000 угій на підкладці Innovia Security Guardian. |
| Тринідад і Тобаго                   | 15 грудня 2014 р          | Центральний банк Тринідаду і Тобаго випустив банкноту номіналом 50 TT$ , надруковану на полімері, на честь 50-ї річниці заснування Центрального банку Тринідаду і Тобаго . |
| Кабо-Верде                          | 23 грудня 2014 р          | Банк Кабо-Верде випустив нову серію банкнот ескудо, які вшановують діячів Кабо-Верде в галузі літератури, музики та політики. Однією з банкнот нової серії є банкнота в 200 ескудо, надрукована на полімері. |
| Нова Зеландія                       | 2015 рік                  | Резервний банк Нової Зеландії запровадив нове сімейство банкнот з покращеними захисними функціями: банкноти номіналом 5 і 10 доларів у жовтні 2015 року, а банкноти номіналом 20, 50 і 100 доларів - у квітні 2016 року. |
| Шотландія                           | 2015 рік                  | Clydesdale Bank випустив два мільйони банкнот по 5 фунтів стерлінгів, надрукованих на полімері. На ньому зображено портрет сера Вільяма Аррола та зображення мосту Форт. |
| Індія                               | 2015 рік                  | Резервний банк Індії оголосив про плани запровадити полімерні банкноти на пілотній основі та вдосконалити елементи захисту, щоб подолати спроби фальшивомонетників . |
| Ліван                               | 2015 рік                  | Банк Лівії випустив полімерну банкноту номіналом 50 000 £L на честь 70-ї річниці ліванської армії. |
| Папуа-Нова Гвінея                   | 2015 рік                  | Банк Папуа-Нової Гвінеї випустив полімерні банкноти номіналом 10 і 20 кін, одну на честь XV Тихоокеанських ігор, а іншу — на честь 40-ї річниці незалежності Папуа-Нової Гвінеї . |
| Мальдіви                            | 2015 рік                  | Валютне управління Мальдів представило нову серію банкнот, надрукованих на полімерній підкладці De La Rue «Safeguard». Пам'ятна банкнота номіналом 5000 руфій була випущена в липні 2015 року, а потім банкноти номіналом 5, 10, 20, 50, 100, 500 і новий номінал 1000 руфій у жовтні 2015 року |
| Сінгапур                            | 2015 рік                  | Валютне управління Сінгапуру випустило набір полімерних банкнот на честь 50-ї річниці незалежності країни. Він складається з п’яти банкнот номіналом 10 сінгапурських доларів і пам’ятної банкноти номіналом 50 сінгапурських доларів. |
| Нікарагуа                           | 2015 рік                  | Центральний банк Нікарагуа випустив нову серію банкнот 26 жовтня 2015 року. Вони надруковані на полімерній основі, за винятком банкноти номіналом 500 кордоба, яка надрукована на бавовняному папері. |
| Канада                              | 9 вересня 2015 р          | Банк Канади випустив полімерну банкноту номіналом 20 канадських доларів, щоб відзначити досягнення королеви Єлизавети ІІ як монарха, який найдовше правив Канадою в сучасну епоху. Вона схожа на звичайну 20-доларову полімерну банкноту, але особливістю цієї пам'ятної банкноти є металевий портрет королеви, створений на основі фотографії, зробленої відомим канадським фотографом Юсуфом Каршем, металевий символ, що включає монограму королеви, увінчану короною Святого Едварда, оточену гірляндою кленового листя, і текст «ІСТОРИЧНЕ ПРАВЛІННЯ - ІСТОРИЧНА ЖИТТЄПИСНА», що повторюється вгорі, в центрі і внизу великого вікна. |
| Гібралтар                           | 2016 рік                  | У першій половині 2016 року уряд Гібралтару випустив полімерну банкноту номіналом 100 фунтів стерлінгів на честь 22-річчя сера Джошуа Хасана на посаді головного міністра |
| Шотландія                           | 2016 рік                  | Королівський банк Шотландії випустив банкноти номіналом 5 і 10 фунтів стерлінгів у 2016 і 2017 роках відповідно. Купюри були надруковані на полімерній підкладці De La Rue Safeguard. |
| Австралія                           | 1 вересня 2016 р          | Резервний банк Австралії випустив полімерну банкноту номіналом 5 австралійських доларів із покращеними функціями захисту та тактильною функцією для допомоги людям із вадами зору. |
| Англія                              | 13 вересня 2016 р         | Банк Англії розпочав випуск нової полімерної банкноти номіналом 5 фунтів стерлінгів, яка стала першою, випущеною в Англії та Уельсі. |
| Індія                               | 17 березня 2017 р         | Резервний банк Індії оголосив, що проведе випробування полімерних банкнот номіналом 10 ₹ у п'яти містах Індії. |
| Мавританія                          | 28 листопада 2017         | Нові банкноти 50, 100, 200, 500, 1000 угій. |
| Канада                              | 1 червня 2017 р           | Банк Канади представив полімерну банкноту номіналом 10 канадських доларів на честь 150-річчя конфедерації. |
| Англія                              | Вересень 2017 року        | Банк Англії випустив нову полімерну банкноту номіналом 10 фунтів стерлінгів. |
| Сан-Томе і Прінсіпі                 | 2018 рік                  | Центральний банк Сан-Томе і Принсіпі випустив полімерні банкноти номіналом 5 і 10 добра. |
| Північна Македонія                  | 2018 рік                  | Національний банк Республіки Північна Македонія випустив полімерні банкноти номіналом 10 і 50 денарі в рамках нової серії. |
| Маврикій                            | 2018 рік                  | Банк Маврикію випустив банкноту номіналом 2000 рупій, надруковану на полімерній підкладці та зі зміненими елементами захисту, в той же час усі попередні версії паперової банкноти номіналом 2000 рупій припинили бути законним платіжним засобом до кінця січня 2019 року. |
| Румунія                             | 1 січня 2018 р            | Національний банк Румунії випустив усі банкноти з новим (оновленим) гербом Румунії. Всі інші ознаки залишилися незмінними для всіх номіналів. |
| Росія                               | 22 травня 2018            | Випускає першу у своїй історії полімерну банкноту номіналом 100 рублів на честь чемпіонату світу з футболу, що проводиться в Росії. |
| Уругвай                             | Вересень 2018 року        | Центральний банк Уругваю (BCU) надрукував спеціальний експериментальний тираж полімерних банкнот номіналом 50 уругвайських юанів для тестування прийому і святкування 50-річчя банку, яке відбулося в 2017 році, випустивши 10 000 000 одиниць. |
| Марокко                             | 2019 рік                  | Центральний банк Марокко випустив полімерну банкноту в 20 дирхамів до 20-річчя вступу на престол Мухаммеда VI . |
| Албанія                             | 2019 рік                  | 30 вересня 2019 року Банк Албанії випустив нову полімерну банкноту в 200 леків. |
| Лівія                               | 17 лютого 2019 р          | Центральний банк Лівії випустив банкноту номіналом 1 динар 17 лютого 2019 року на честь 8-ї річниці лівійської революції 2011 року |
| Північна Ірландія                   | 27 лютого 2019 р          | Банк Ірландії, Danske Bank та Ulster Bank, комерційні банки Північної Ірландії, 27 лютого 2019 року випустили нову серію банкнот фунтів стерлінгів на полімерній основі для загального використання в Північній Ірландії. |
| Самоа                               | Червень 2019              | У червні 2019 року Центральний банк Самоа оголосив про випуск нової полімерної банкноти номіналом 10 тала на честь XVI Тихоокеанських ігор 2019 року, які проходили в Самоа з 7 липня 2019 року. Банкнота номіналом 10 тала стане другою полімерною банкнотою, випущеною в Самоа, і першою вуглецевою офсетною банкнотою, створеною на полімерній основі. Нова банкнота є унікальною для Самоа, оскільки вона матиме горизонтальний лицьовий бік і вертикальний зворотний бік. Банкнота матиме прозоре вікно із зображенням логотипу Тихоокеанських ігор, а також тактильну рельєфну поверхню для людей із вадами зору, що є унікальною особливістю полімерних банкнот. Стандартний префікс банкнот замінено на спеціальний префікс PG/XVI, що означає "XVI Тихоокеанські ігри". Випуск нової банкноти номіналом 10 тала розпочнеться в останній тиждень червня 2019 року і буде здійснюватися разом з існуючими банкнотами номіналом 10 тала, які залишатимуться законним платіжним засобом. |
| Тринідад і Тобаго                   | 9 грудня 2019 р           | Центральний банк Тринідаду і Тобаго випустив в обіг полімерну банкноту номіналом TT$ 100 TT$ 9 грудня 2019 року, одночасно оголосивши, що всі версії паперових банкнот TT$ 100 буде демонетизовано та вилучено з обігу 31 грудня 2019 року |
| Англія                              | 20 лютого 2020 р          | Банк Англії випустив полімерну банкноту номіналом 20 фунтів стерлінгів. Це третя банкнота нової серії. |
| Намібія                             | 25 березня 2020 р         | Банк Намібії випустив полімерну банкноту номіналом 30 доларів на честь 30-річчя незалежності. |
| Ангола                              | 7 липня 2020 р            | Національний банк Анголи випустив банкноти номіналом 200, 500, 1000, 2000 кванз на полімерній основі. |
| Коста-Ріка                          | 25 липня 2020 р           | Центральний банк Коста-Ріки випустив нове сімейство полімерних банкнот номіналом 1000, 2000, 5000, 10 000 і 20 000 колонів. |
| Тринідад і Тобаго                   | 30 вересня 2020 р         | Центральний банк Тринідаду і Тобаго випустив нове сімейство полімерних банкнот номіналом 1, 5, 10, 20, 50 доларів. |
| Саудівська Аравія                   | 4 жовтня 2020 р           | Валютне управління Саудівської Аравії оголосило, що банкнота п’ять ріалів буде замінена на полімерну банкноту, яка замінить нинішні паперові банкноти, без будь-яких повідомлень на інших банкнотах. Зазначається, що банкнота має більш екологічно чисті матеріали та додаткові елементи захисту, а також набагато довший термін служби. |
| Фіджі                               | 7 жовтня 2020             | Ювілейна банкнота Фіджі була випущена прем'єр-міністром Вореке Баінімарама на честь 50-ї річниці незалежності Фіджі. |
| Мексика                             | 21 листопада 2020 р       | Банк Мексики випустив полімерну банкноту номіналом 100 песо в рамках нової серії. |
| Мавританія                          | 28 листопада 2020         | Нова банкнота 20 угій, на якій зображена Велика мечеть Гатага, Каеді (регіон Горгол) |
| Ліван                               | 5 грудня 2020 р           | Банк Лівії випустив в обіг полімерну банкноту номіналом 100 000 £L на честь сторіччя створення Великого Лівану. |
| Кабо-Верде                          | 8 січня 2021 р            | Банк Кабо-Верде запровадив нову банкноту номіналом 200 ескудо, подібну до попереднього випуску, надруковану з полімеру, але на бавовняному папері. |
| Англія                              | 23 червня 2021 р          | Банк Англії випустив полімерну банкноту номіналом 50 фунтів стерлінгів, завершивши перехід фунтів стерлінгів від паперових до полімерних. Це четверта і остання банкнота серії G, яка буде випущена. |
| Румунія                             | 1 грудня 2021 р           | Національний банк Румунії представив нову банкноту номіналом 20 леїв, на якій зображена героїня Першої світової війни Катерина Теодорою. |
| Об'єднані Арабські Емірати          | 7 грудня 2021 р           | Центральний банк Об'єднаних Арабських Еміратів представив першу в країні полімерну банкноту — оновлену банкноту номіналом 50 дирхамів, приурочену до золотого ювілею країни 2 грудня 2021 року. |
| Ямайка                              | 10 березня 2022           | Підтверджено випуск нових полімерних банкнот Ямайки: 50, 100, 500, 1000, 2000 та 5000 долларів Ямайки. |
| Барбадос                            | 21 березня 2022 р         | Центральний банк Барбадосу оголосив про намір до кінця року замінити нинішні паперові банкноти новою полімерною версією. Нові дизайни полімерних банкнот були представлені 4 травня 2022 року, а банкноти були випущені в обіг 5 грудня 2022 року, як і було заплановано. |
| Таїланд                             | 24 березня 2022 р         | Банк Таїланду розпочав випуск 20 полімерних банкнот із зображенням Рами X. Це робиться для покращення якості банкнот, оскільки вони є найпоширенішими, а отже, схильні до значних пошкоджень. |
| Філіппіни                           | 18 квітня 2022 р          | Центральний банк Філіппін розпочав випуск полімерної банкноти номіналом 1000 пісо, першої полімерної банкноти в країні. Ці банкноти почали поетапну передачу банкам, з випуску обмеженої кількості. |
| Об'єднані Арабські Емірати          | 21 та 26 квітня 2022 року | Центральний банк Об'єднаних Арабських Еміратів розпочав випуск нових полімерних банкнот номіналом 5 і 10 дирхамів з оновленим дизайном. Банкнота номіналом десять дирхамів з'явилася в обігу в четвер 21 квітня, а банкнота номіналом п'ять дирхамів - у вівторок 26 квітня. Після цього було оголошено, що банкнота номіналом 1000 дирхамів також буде замінена, а її обіг почнеться в першій половині 2023 року. |
| Єгипет                              | 6 липня 2022              | Центральний банк Єгипту почав випуск нової банкноти номіналом LE10, яка планувалася з 2020 року. Існуюча версія банкноти LE10, надрукована на папері, продовжуватиме циркулювати паралельно з новими полімерними банкнотами. |
| Катар                               | 9 листопада 2022          | Центральний банк Катару оголосив про випуск нової банкноти номіналом 22 ріали на честь Чемпіонат світу з футболу 2022, який уперше пройшов у країні та регіоні Близького Сходу. |
| Австралія                           | лютий 2023                | Згідно з прес-релізом від 2 лютого 2023 року, Резервний банк Австралії вирішив замінити портрет покійної королеви Єлизавети II на банкноті номіналом A$5 дизайном, присвяченим першим австралійцям, замість портрета короля Карла III. |
| Польща                              | 9 лютого 2023             | Національний банк Польщі випустив 100 000 банкнот номіналом 20 зл. на честь 550-річчя з дня народження науковця Миколая Коперника. |
| Єгипет                              | 21 червня 2023            | Майже через рік після випуску нової полімерної банкноти номіналом LE10, Центральний банк Єгипту випустив нові полімерні банкноти номіналом LE20. Так само, як і з паперовими банкнотами LE10, паперові версії банкнот LE20 будуть співіснувати з новими полімерними версіями. |
| Ямайка                              | 18 липня 2023             | Банк Ямайки офіційно випустив нову серію банкнот, планування якої почалося наприкінці травня 2022 року. Нова полімерна серія включає банкноту номіналом $2000. Введення нової деномінації має на меті скоротити кількість банкнот, необхідних для багаторазових транзакцій у тисячах доларів, і зрештою зменшити витрати центрального банку завдяки меншій залежності від банкнот номіналом $1000. |
| Соломонові Острови                  | 27 жовтня 2023            | Згідно з прес-релізом, Центральний банк Соломонових Островів оголосив про випуск нової банкноти номіналом SI$10 на честь Тихоокеанські ігри 2023, які вперше пройшли в Гоніарі з 19 листопада по 2 грудня 2023 року. |
| Об'єднані Арабські Емірати          | 30 листопада 2023         | Центральний банк Об'єднаних Арабських Еміратів почав випуск нової полімерної версії банкноти номіналом Dh500. |
| Тонга                               | 4 грудня 2023             | Національний резервний банк Тонги випустив нову серію з шести банкнот (номіналом від 2 до 100 паанга), з яких 5- та 10-паʻанга виготовлені з полімеру. Ця нова серія була випущена 4 грудня, на день народження короля Тупоу I. |
| Самоа                               | грудень 2023              | Центральний банк Самоа почав випускати нові полімерні версії банкнот номіналом 5, 10 та 20 тала. |
| Англія                              | 5 червня 2024             | Після смерті королеви Єлизавети II 8 вересня 2022 року, Банк Англії оголосив у листопаді того ж року, що нові банкноти із зображенням портрету короля Чарльза III будуть випущені в середині 2024 року. Ці банкноти були введені в обіг 5 червня 2024 року. |
| Мозамбік                            | 16 червня 2024            | Банк Мозамбіку оголосив, що нові банкноти номіналом 20, 50 та 100 метікалів будуть випущені для заміни тих, що знаходяться в обігу з 2011 року. |
| Організація Східнокарибських держав | червень 2024              | Згідно з оголошенням Східнокарибського центрального банку у лютому 2024 року, нова банкнота номіналом EC$50 буде випущена для вшанування 50-ї річниці незалежності Гренади від Великої Британії в червні 2024 року. |
| Таїланд                             | 23 липня 2024             | Банк Таїланду випустив 10,000,000 пам'ятних банкнот номіналом ฿100 на честь 72-го дня народження короля Рами X. |
| Бермуди                             | Осінь 2024                | Після смерті королеви Єлизавети II Валютне управління Бермудських островів оголосило, що в обіг надійдуть нові банкноти із зображенням короля Карла III. Однак у переробленій серії восени 2024 року в обіг надійдуть лише банкноти номіналом 2 та 5 доларів. Нові банкноти збережуть знайомий дизайн банкнот, що перебувають в обігу. |
| Філіппіни                           | 19 грудня 2024            | Центральний банк Філіппін представив дизайн полімерних банкнот номіналом 50, 100 та 500 песо під час презентації президенту Бонгбонгу Маркосу, який очолив церемонію представлення в Малаканьянзі. |
| Фолклендські острови                | 14 серпня 2025            | Очікується, що Уряд Фолклендських островів випустить нову серію банкнот з полімеру із зображенням Карла III. |

## Галерея полімерних банкнот

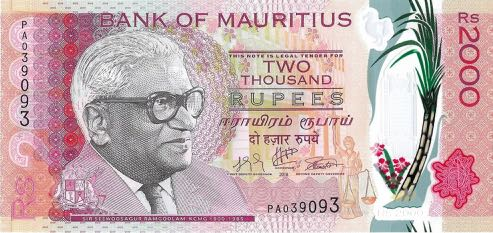
2000 маврикійських рупій
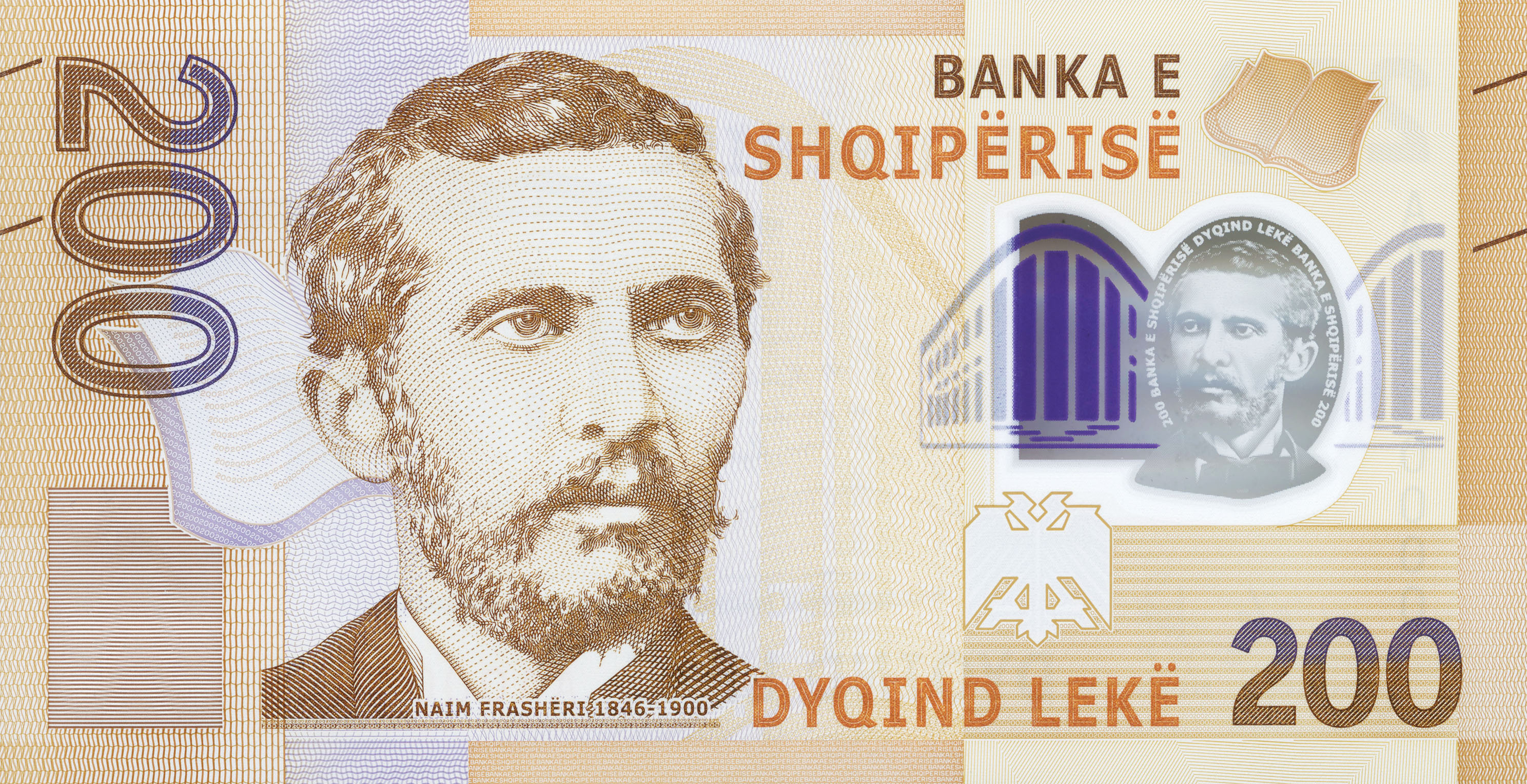
200 албанських лек
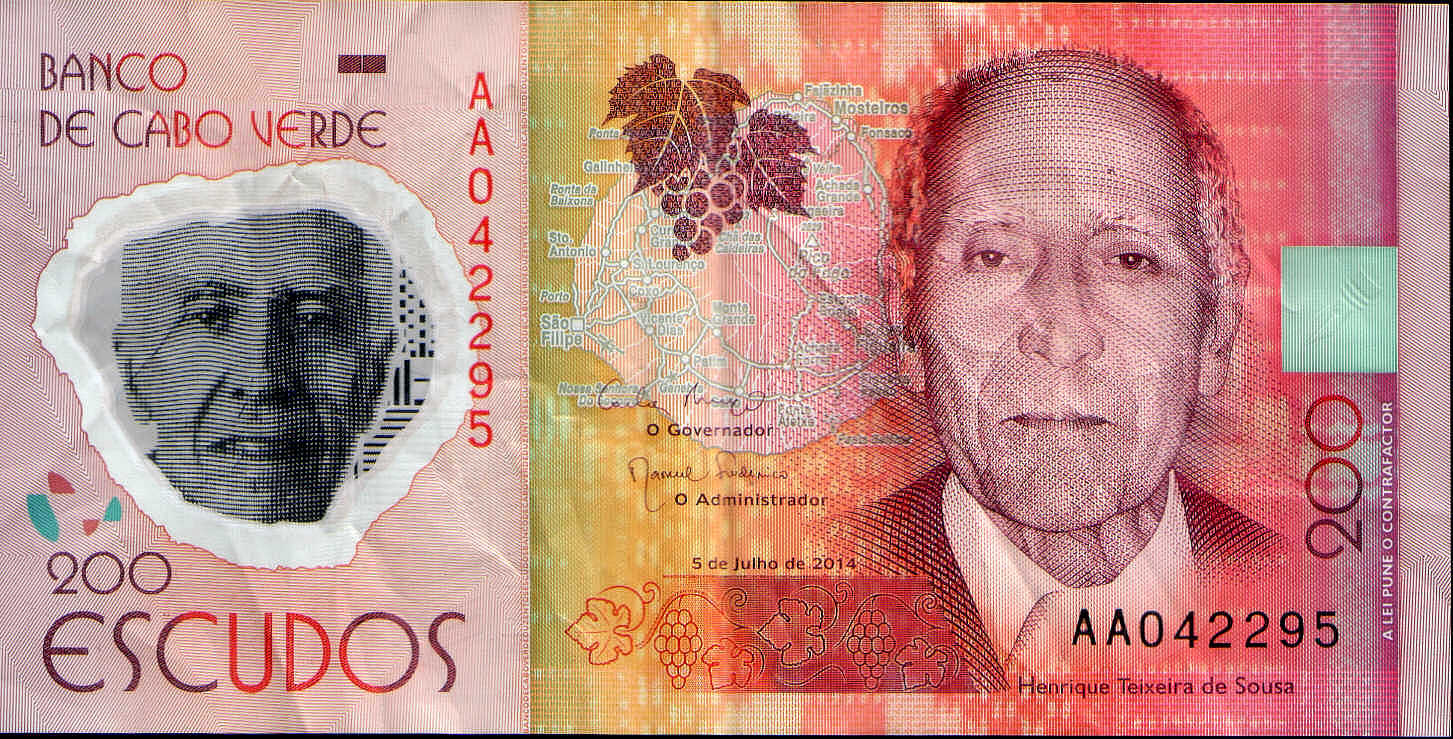
200 ескудо Кабо-Верде
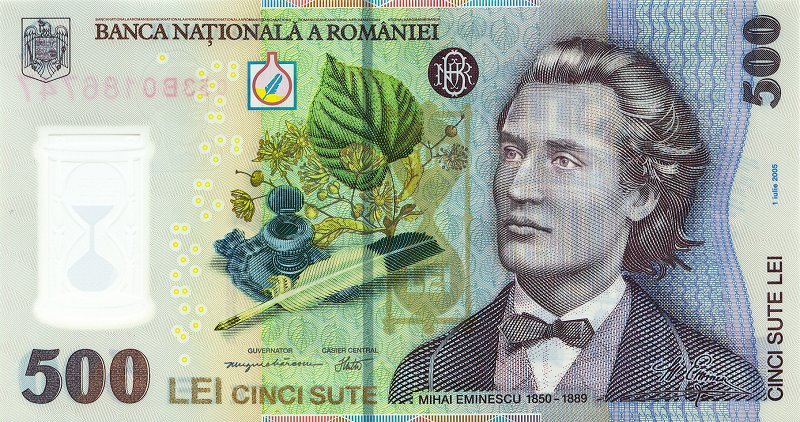
500 румунських леїв